# 如來神掌 (2002年電視劇)
《如來神掌》是2002年中國電視公司八點檔古裝武俠連續劇，楊佩佩工作室與新傳媒製作聯合製作，張智霖主演，2002年12月9日開播，全40集。
本劇改編自黃玉郎古裝武俠漫畫《如來神掌》，2002年夏季在蘇州拍攝，2002年12月6日中視舉辦本劇試片會，2002年12月9日本劇接替《時來運轉》登上中視八點檔。
2005年，天津電視台第一套節目在黃金時間播出本劇，觀眾多為正在上學的青少年，但不成熟的劇情使本劇反響不好。

## 演員
- 張智霖 飾演：段飛
- 朱茵 飾演：屠雪華、孫碧雲、孫金鈴
- 陈龙 飾演：歐敬豪（白衣冰心）
- 孫興 飾演：古劍魂（火雲邪神）
- 李铭顺 飾演：陸小瑜
- 郭妃丽 飾演：屠雪娟
- 劉雪華 飾演：孫碧雲
- 李立群 飾演：畢凡（北島長離）
- 顧寶明 飾演：畢孤（東島長離）
- 岳躍利 飾演：屠進
- 潘虹 飾演：馮道
- 洪慧芳 飾演：柳飄飄
- 劉衛華 飾演：柳中原
- 吳佳尼 飾演：柳明鸞
- 韓振華 飾演：歐峰
- 劉潔 飾演：七娘
- 楊洪武 飾演：藍鐵心
- 王璐 飾演：馮真

## 工作人員
中視版工作人員表
- 製作人：楊佩佩、劉天富
- 策劃：關展博
- 執行製作：洪任佐
- 編劇：博華（關展博、陳麗華）、阮少娜、蘇斌華
- 編審：蘇倩金
- 統籌：湯莉娟
- 導演：李惠民、葉昭儀、盧燕金、朱莉莉
- 總導演：李惠民
- 片頭題字：朱國鈞
- 片頭設計：陳桂綸、崔德華
- 造型設計：張叔平、戴美玲
- 美術指導：黃志鴻
- 動作導演：程小東
- 武術指導：徐忠信
- 武術助理：李厚才
- 副導演：林惠美、葉佩娟、沈心安
- 製作群：楊莉莉、林惠珠
- 攝影師：蕭碧村、郭智仁、陳明其
- 攝影助理：郭建智、周海波、卜祥儀
- 剪輯：雙魚剪輯小組、陳桂綸、崔德華
- 燈光：陳澤霖、陳榮貴
- 化妝：潘敏華
- 梳妝：李連娣
- 美術助理：林慧琦、林麗影
- EFP：嘉德傳播有限公司
- 配樂：胡戀忠
- 音效：黃高平
- 混音合成：聲動數位錄音室、小賴
- 電腦動畫：敦煌傳播有限公司
- 電腦特效：程小東、亞洲傳奇有限公司（Asia Legend Limited）
- 音樂提供：上華唱片、天星唱片
- 聯合製作：楊佩佩工作室、新傳媒製作